# Jungletten
Jungletten (lett.: jaunlatvieši) ist die gebräuchlichste Bezeichnung für die Intellektuellen des ersten „nationalen Erwachens“ der Letten zwischen 1850 und 1890.

## Begriff
Jaunlatvieši wird manchmal auch mit Neue Letten übersetzt; Jungletten oder Junge Letten aber ist genauer, weil es der literarischen Bewegung Junges Deutschland nachempfunden ist. Ursprünglich war es eine von ihren zumeist deutsch-baltischen Gegnern verwandte, abschätzige Bezeichnung für die nationalistischen Intellektuellen, die von diesen dann, im Sinne eines Geusenwortes, als eine Eigenbezeichnung übernommen wurde. Der Begriff „ein junges Lettland“ wurde 1856 erstmals von Gustav Wilhelm Sigmund Brasche, dem Pastor von Nīca, in einer Besprechung von Juris Alunāns’ Dziesmiņas latviešu valodai pārtulkotas (dt.: Kleine Lieder, ins Lettische übersetzt) in der Zeitung Das Inland benutzt. Darüber räsonierend, wer solche Literatur in Lettland schätzen könnte (Alunāns’ Buch war die erste größere Übersetzung klassischer ausländischer Dichtung in die lettische Sprache), warnte Brasche, dass diejenigen, die den Traum „eines jungen Lettlands“ träumten, das tragische Schicksal des Fährmanns in Heinrich Heines Gedicht über die Loreley erleiden würden; die Übersetzung war Teil von Alunāns’ Gedichtsammlung.
Die Jungen Letten wurden mitunter auch als „tautībnieki“ (Volkskundler) oder in Anlehnung an die Slawophilen als „Lettophile“  bezeichnet.

## Anfänge
Obwohl die Jungletten als Teil einer hauptsächlich kulturellen und literarischen Bewegung betrachtet werden können, hatte ihr Auftreten wegen der damals in Lettland vorherrschenden gesellschaftlichen und wirtschaftlichen Bedingungen bedeutende politische Auswirkungen. Obgleich die Ostseegouvernements Livland und Kurland sowie Lettgallen zum Russischen Kaiserreich gehörten, war Lettland von deutsch-baltischen Adligen dominiert.
Das Jahr 1856 wird allgemein als Anfang der Bewegung angesehen: Alunāns’ Buch erschien und die größte Zeitung in lettischer Sprache Mājas Viesis (Der Hausgast), die einen Gegenpol zur deutschfreundlichen Zeitung Latweeschu Awises darstellte, wurde gegründet. Ein anderes zeitgenössisches und anstoßgebendes Ereignis war die öffentliche Erklärung der Nationalität durch einen späteren Anführer der Bewegung, Krišjānis Valdemārs, von 1854 bis 1858 Student der Kaiserlichen Universität Dorpat. Valdemārs befestigte eine Visitenkarte als Namensschild an seiner Tür, die ihn als „C. Woldemar stud. cam. Latweetis“ auswies. Zu dieser Zeit galt es für eine gebildete Person beinahe als unerhört, sich „Lette“ zu nennen, Bildung bedeutete Germanisierung und Valdemārs’ Tat wurde mit dem Handeln Luthers verglichen, als dieser seine 95 Thesen ans Portal der Wittenberger Schlosskirche anschlug. Einige Gelehrte bewerten diesen Vorfall (Valdemārs’ Türschild) als unmaßgeblich. Der Historiker Arveds Švābe erinnerte daran, dass Valdemārs sich in seinen eigenen Schriften dagegen wehrte, als Radikaler bezeichnet zu werden.
Die Jungletten hatten bis in die 1860er Jahre keinerlei politisches Programm, um die Deutsch-Balten herauszufordern, nach Švābe kristallisierte sich ihr politischer Widerstand gegen die herrschende Ordnung erst unter dem Einfluss der Slawophilen und der Reformen des Zaren Alexander II. heraus. Ein Hauptanliegen war den Jungletten, dass die lettischen Bauern, die großteils Pächter und Landarbeiter auf den Gütern des Adels waren, zu Besitzern des Bode werden konnten, den sie bearbeiteten.

## Exponenten
- Krišjānis Valdemārs gilt als geistiger Vater des „nationalen Erwachens“. Zusammen mit Alunāns leitete er in Dorpat Studentenversammlungen und befürwortete volkskundliche Studien und die Einrichtung von Marineakademien, um aus den Letten und den Esten seefahrende Völker zu machen.
- Krišjānis Barons begann unter dem Einfluss von Valdemārs damit, Dainas, Volkslieder und Gedichte, zu sammeln. Barons machte das Sammeln der Dainas später zu seiner Lebensaufgabe und vollendete das gemeinsam begonnene Werk. 1862 veröffentlichten Valdemārs, Alunāns und Barons in Sankt Petersburg gemeinsam die bisher radikalste lettischsprachige Zeitung, die Pēterburgas Avīzes. 1865 wurde diese von den Behörden verboten.
- Atis Kronvalds (auch bekannt als Kronvaldu Atis) erneuerte von 1867 bis 1873 die „lettischen Abende“, die Valdemārs in Dorpat begonnen hatte. Sein 1872 unter dem Namen Otto Kronwald erschienenes Buch Nationalen Bestrebungen, in dem Kronvalds sich mit den Gegnern der Jungletten auseinandersetzt, kann als Manifest der Jungletten angesehen werden.
- Zu ihren älteren Kollegen gehörten Kaspars Biezbārdis, der erste lettische Philologe, der dabei half, Petitionen an den Zaren zu verfassen, in denen die rauen Bedingungen für die lettischen Landarbeiter angegriffen wurden, und der dafür 1863 nach Kaluga verbannt wurde, sowie Andrejs Spāģis, der als erster Schriftsteller die europäische Aufmerksamkeit auf das baltische Problem lenkte.
- Fricis Brīvzemnieks wird als Vater der lettischen Volkskunde betrachtet.
- Der Dichter Auseklis (Pseudonym für Krogzemju Mikus) stand – so der Diplomat und Gelehrte Arnolds Spekke – für die „romantische und mystische Suche nach der Seele der Nation“.
- Der Junglette Andrejs Pumpurs verfasste 1888 das Nationalepos Lāčplēsis (Der Bärentöter).

## Entwicklungen und Teilungen
Pumpurs umschrieb die Bewegung rückwirkend so: „Diejenigen in dieser Gruppierung, die fünfundzwanzig Jahre um die Freiheit kämpften, wurden Jungletten genannt. Sie hatten fast alle das gleiche Schicksal. Ohne Heimatland, ihr Volk rechtlos, ohne Güter und Unterhalt, oft gar ohne Unterkunft und Brot, waren sie zur Wanderschaft verdammt. Alle Türen blieben ihnen verschlossen, man verwehrte ihnen Wohnstatt und Anstellung. Schweren Herzens verließen sie ihr geliebtes Heimatland und gingen ins Ausland, ins russische Kernland auf der Suche nach Auskommen und Wissen.“
Tatsächlich war die Hälfte der Letten, die in jener Zeit eine höhere Bildung erlangten, gezwungen, sich Arbeit in Russland zu suchen. Švābe schrieb: „Mit ihrer eigennützigen und kurzsichtigen Politik drängte der deutsch-baltische Adel die Jungletten in die Freundschaft zu Russland.“ Sogar deutsch-baltische Intellektuelle, die sich dem Studium der lettischen Kultur und Sprache widmeten, wie August Johann Gottfried Bielenstein, der Herausgeber der Latviešu Avīzes, griffen die jungen Letten an. Robert Gustav Keuchel (1832–1910), der Herausgeber der Zeitung für Stadt und Land erklärte, es sei unmöglich, gebildet und Lette zu sein, ein gebildeter Lette sei „ein Unding“. Pastor Brasche schrieb, es gäbe weder eine lettische Nation, noch habe das lettische Volk eine Vergangenheit, und schlug vor, den Begriff „Junge Letten“ durch „Jung-Bauernstand“ zu ersetzen. Die verbreitetste protestantische Zeitschrift erklärte, dass die Letten zwar im 13. Jahrhundert eine Nation gewesen wären, aber seither zu einer Bauernschicht verkommen seien: „Braucht jede Schicht ihre eigene Sprache? Das Lettische muss aussterben.“
Die ethnisch lettischen Unterstützer der Deutsch-Balten wurden als „Altletten“ bekannt. Weil viele Gegner der Jungletten mit der protestantischen Kirche in Verbindung gebracht wurden, hatte die Bewegung der Jungletten auch einen ausgesprochen antiklerikalen Charakter. Das deutsche Satireblatt Kladderadatsch nahmen die Jungletten als Vorbild für eigene Veröffentlichungen.
Obwohl ein Zweig des „nationalen Erwachens“ in Dorpat beheimatet war und später nach Sankt Petersburg und Moskau wechselte, gelang es den Lettophilen in den späten 1860ern, sich in Lettland festzusetzen. Sie gründeten 1867 einen Hilfsfonds für die Opfer der Hungersnot in Estland und Finnland und erhielten ein Jahr später die Erlaubnis, die Rigaer Lettische Gesellschaft zu gründen. Ähnliche Gesellschaften folgten in anderen Städten, die Rigaer erhielt den Übernamen „Mütterchen“ (māmuļa). Die Rigaer Lettische Gesellschaft  (Rīgas Latviešu biedrība) brachte das erste lettische Stück auf die Bühne, hielt die erste Konferenz lettischer Lehrkräfte ab und organisierte 1873 das erste lettische Liederfest.
Als Pragmatiker und Materialist geriet Valdemārs im Exil und unter polizeilicher Überwachung in Moskau weiter unter den Einfluss der Slawophilen, als er für den Verleger Michail Nikiforowitsch Katkow arbeitete. Für Vāldemārs „konnte der Kulake niemals so gefährlich sein, wie der Deutsche mit seinen Eisenkrallen“. In Wirklichkeit war die Freiheitlichkeit, nach der die Jungletten im Osten suchten, unter Zar Alexander III. bald gänzlich auf dem Rückzug und die lettische Sprache durch die Russifizierung stärker gefährdet als durch die Germanisierung.